# Rodrigo Ribeiro
Rodrigo Soares Ribeiro Rodrigues (Caratinga, 13 de fevereiro de 1986) é um voleibolista profissional brasileiro, jogador posição levantador e medalhista de bronze no Campeonato Mundial de Clubes de 2022 no Brasil. 

## Carreira
Atuou  como profissional desde 2006 pelo Vôlei Futuro/Araçatuba, a partir de 2008 jogou pela Ulbra/Uptime/Suzano,  em 2009 iniciou pela Ulbra/São Caetano, esteve no BMG/Montes Claros no período de 2010-11, na sequência pelo Vivo/Minas, Volta Redonda, ADC São Bernardo se destacando na Superliga Brasileira A 2013-14 como melhor defensor,UFJF, Montes Claros Vôlei, JF Vôlei, na temporada 2017-18 pelo Corinthians-Guarulhos e também Copel Telecom/Maringá, retornando ao Fiat/Minas na jornada 2019-20, e nas competições de 2020-21 foi atuar no voleibol romeno pelo Dinamo București quando sagrou-se campeão da Copa da Romênia.Foi repatriado pela APAN/Blumenau em 2021-22, e foi contratado pelo Sada Cruzeiro Vôlei para a jornada esportiva de 2022-23, sendo medalhista de bronze no Campeonato Mundial de Clubes em 2022 em Betim, e também sagrou-se campeão do Campeonato Mineiro e da Supercopa Brasileira em 2022 em Recife e o título da Copa Brasil de 2023 em Jaraguá do Sul.

## Títulos
Clubes
Campeonato Mineiro:
- 2022, 2023

Copa da Romênia:
- 2020–21

Supercopa Brasileira:
- 2022

Copa Brasil:
- 2023

Campeonato Mundial de Clubes:
- 2022

Campeonato Sul-Americano de Clubes:
- 2024

Campeonato Mundial de Clubes:
- 2024

## Premiações individuais
- Melhor Defesa da  Superliga Brasileira A  de 2013-14